# Ralph Basset (Adliger, vor 1230)
Sir Ralph Basset (auch Ralph Basset, 1. Baron Basset of Drayton) (* vor 1230; † 4. August 1265 bei Evesham) war ein englischer Ritter und Rebell. Er gehörte zu den Führern der Partei der Barone während des Zweiten Kriegs der Barone.

## Herkunft
Ralph Basset entstammte der Familie Basset, einer weit verzweigten Familie des Ritterstands, die vor allem in den Midlands ansässig war. Er wurde vermutlich vor 1230 als Sohn einer recht wohlhabenden Familie geboren. Seine Eltern verfügten über weitreichende verwandtschaftliche Verbindungen. Sein Vater starb zwischen 1255 und 1257, von ihm erbte Basset fünf Güter in Staffordshire, Leicestershire, Nottinghamshire und Dorset, wodurch er jährliche Einkünfte von über 100 £ hatte. Sein Hauptsitz war Drayton Hall bei Drayton Bassett in Staffordshire, woher er auch seinen Beinamen erhielt. Vermutlich vor 1245 heiratete er Margaret, eine Tochter von Roger de Somery aus Dudley in Worcestershire. Seine Frau war über ihre Mutter Nichole d’Aubigny eine Miterbin der Besitzungen der Familie Aubigny.

## Rolle im Krieg der Barone
Als sich im Frühjahr 1258 gegen die Politik von König Heinrich III. eine Adelsopposition bildete, unterstützte Basset zunächst weiter den König. Im Frühsommer 1263 wechselte er aber die Seiten und schloss sich dem anarchischen Aufstand von Roger of Leybourne, Roger de Clifford, Hamo le Strange und anderen Rittern an, die aus dem Haushalt des Thronfolgers Eduard ausgeschlossen worden waren. Sie griffen die Besitzungen ihrer Gegner am Königshof an, einschließlich der Ländereien des Erzbischofs von Canterbury und des Bischofs von Hereford, weshalb sie alle am 3. Oktober 1263 von Erzbischof Bonifatius in Boulogne exkommuniziert wurden. Sie wurden jedoch anschließend von der ersten Regierung der Barone unter Simon de Montfort begnadigt. Trotz einer Einladung von König Heinrich III. vom 28. Oktober 1263 wechselte Basset nicht wieder auf die Seite des Königs. Nach der Schlacht von Lewes, an der er vermutlich nicht teilgenommen hatte, wurde er am 7. Juni 1264 von der Partei der Barone beauftragt, den Frieden in Shropshire und Staffordshire wiederherzustellen. Am 24. Dezember 1264 wurde er in De Montfort’s Parliament berufen, an dem er teilnahm. Damit wird er auch als Baron Basset de Drayton bezeichnet, obwohl dieser Titel aufgrund der Rebellion der Barone nicht anerkannt wird. Im Dezember 1264 wurde Basset zum Constable von Shrewsbury Castle und Bridgnorth Castle ernannt. In dieser Position konnte er während der nächsten sechs Monate Anhänger des Königs schikanieren und seinen Amtsvorgänger Hamo le Strange gefangen nehmen. Weshalb er ein so eindeutiger Unterstützer von Simon de Montfort geworden war, ist ungewiss. Montforts Einfluss in den Midlands nach der Schlacht von Lewes und seine Kampagne gegen die Ausländer sind mögliche Gründe, doch Basset hatte dazu auch Streitereien mit örtlichen Anhängern des Königs, besonders mit seinem Schwiegervater Roger de Somery. Roger de Somery war 1263 sein Vorgänger als Verwalter von Shropshire und Staffordshire gewesen, und Basset war bei Somery verschuldet. Dazu lag er mit ihm im Streit um das Gut Barrow upon Soar, dass Basset als Teil des Erbes der Aubignys beanspruchte, das aber von Somery einbehalten worden war. Ein weiterer Gegner Bassets war sein Cousin Robert de Tattershall, der ebenfalls ein Miterbe der Aubignys war. Nachdem Tattershall in der Schlacht von Lewes in Gefangenschaft geraten war, besetzte Basset seine Güter in Leicestershire. Aus diesen Gütern hatte er jährlich etwa 70 £ Einkünfte. Auch mit seinem Cousin Phillip Marmion, Lord of Tamworth, der ebenfalls auf der Seite des Königs stand, hatte Basset einen Streit. Von Montfort hatte Basset dagegen keine direkten Belohnungen erhalten, doch nach seinem Tod wurde behauptet, dass Robert de Ferrers, 6. Earl of Derby ihm das zuvor Tattershall gehörende Gut von Breedon in Leicestershire übergeben hätte. Basset diente als Knight Banneret im Heer von Montfort und fiel 1265 in der Schlacht bei Evesham. Nach seinem Tod vergab der König seine Güter zunächst an seine Unterstützer Roger de Clifford, Robert de Tibetot, Robert de Tattershall und William Bagot. 

## Nachkommen
Bassets Witwe Margaret erhielt jedoch als Belohnung für die Treue ihres Vaters Roger de Somery bald die Güter Bassets zurück, die dann an ihren Sohn Ralph Basset († 1299) fielen. Margaret heiratete 1270 in zweiter Ehe Ralph of Cromwell († 1289). Nach dessen Tod trat sie 1293 als Nonne in ein Kloster ein.